# Constitución brasileña de 1891
La Constitución de la República de Estados Unidos de Brasil de 1891 fue la segunda constitución de Brasil y primera en el sistema republicano de gobierno, marcando la transición de la monarquía hacia la república. La elaboración de la constitución brasileña de 1891 se inició en 1889. Después de un año de negociaciones, su promulgación llegó el 24 de febrero de 1891. Esta constitución estuvo en vigor durante toda la República Velha y sufrió solo una alteración, en 1926.

## Elaboración de la constitución promulgada en 1891
A comienzos de 1889, se iniciaron las discusiones para la elaboración de la nueva constitución, que sería la primera constitución republicana y que estaría en vigor durante toda la Primera República. Después de un año de negociaciones con los poderes que realmente imperaban en Brasil, la promulgación de la Constitución brasileña de 1891 aconteció el 24 de febrero de 1891. Los principales autores de la constitución de la Primera República fueron Prudente de Morais y Ruy Barbosa.

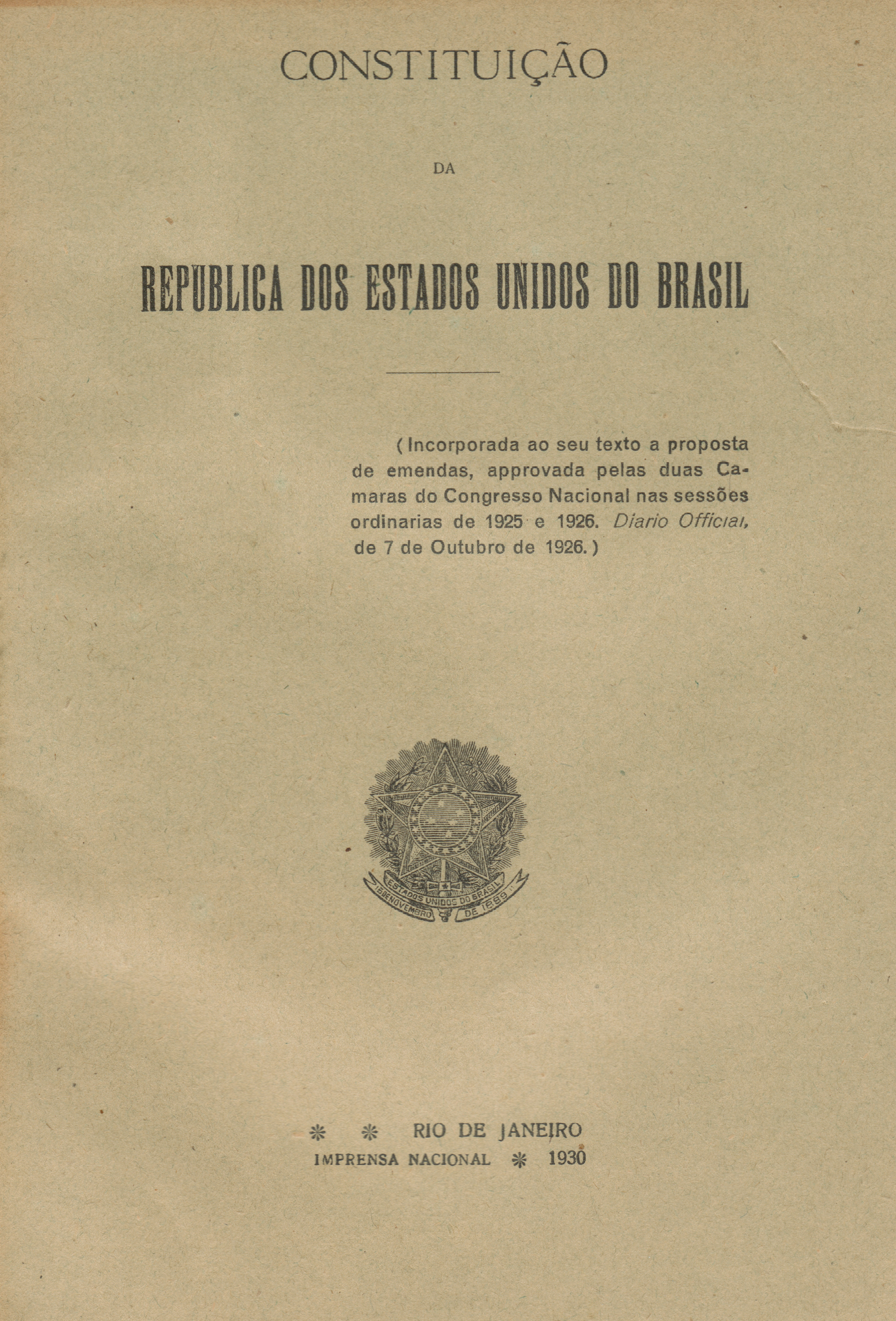
Ejemplar con las enmiendas aprobadas por el Congreso Nacional de Brasil en 1925 y 1926, impreso por la Imprensa Nacional en 1930.

La Constitución de 1891 se inspiró en los valores federales de constituciones como la Constitución de Argentina, la Constitución de Estados Unidos o la Constitución Federal de Suiza, fuertemente descentralizadoras y que daban gran autonomía a los municipios y a las antiguas provincias, que eran llamadas "estados", y cuyos dirigentes pasaron a ser denominados "presidentes de estado". De manera directa, usó la plantilla federalista estadounidense, permitiendo que se organizaran los territorios en consonancia con sus peculiares intereses, sin que contradijeran la Constitución. Ejemplo: la constitución del estado del Río Grande del Sur permitía la reelección del presidente del estado.
Consagró la existencia de los tres poderes independientes entre sí, el Ejecutivo, el Legislativo y la Judicatura. El antiguo Poder Moderador, símbolo de la monarquía, fue abolido. Los miembros de los poderes Legislativo y Ejecutivo serían elegidos por el voto popular directo, caracterizándolos como representantes de los ciudadanos en la vida política nacional.
El régimen de gobierno escogido fue el presidencialismo. El mandato del presidente de la República, elegido por voto directo, sería de cuatro años, sin derecho a la reelección para el mandato inmediatamente siguiente, pero no así para un mandato posterior. De esta manera, Rodrigues Alves fue el primer presidente reelegido de Brasil, aunque la adversidad quiso que no asumiera el cargo por culpa de la pandemia de gripe de 1918.
La misma norma valía para el vicepresidente de la República. Es interesante señalar que, en esta época, el vicepresidente era elegido independientemente del candidato a la presidencia de la República, lo que en principio permitía la elección del de la oposición, lo que dificultaba el Gobierno. También, en el caso de muerte o renuncia del Presidente, su vicepresidente asumía el cargo de manera interina, hasta las nuevas votaciones, no completándose el respectivo cuatrienio, como ocurre actualmente. Claro que eso dio margen a algunos vicepresidentes, como Delfim Moreira, para prolongar sus mandatos, dificultando la celebración de las nuevas elecciones presidenciales. Por último, las elecciones para Presidente y vicepresidente se celebrarían cada 1 de marzo, llevándose a cabo la toma de posesión el día 15 de noviembre respectivo.

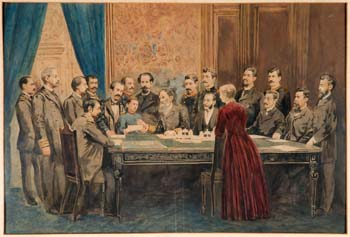
Gustave Hastoy: Firma del proyecto de la Constitución de 1891, c. 1891. Fundación Casa de Rui Barbosa, Río de Janeiro

Aurélio de Figueiredo: Juramento de la Constitución, c. 1891. Promulgada a 1.ª Constitución Republicana asumen el poder los mariscales Deodoro da Fonseca y Floriano Vieira Peixoto.

En cuanto a las normas electorales, se determinó que el voto en Brasil continuaría siendo "descubierto" (no secreto) –la firma de la cédula por el elector se hizo obligatoria– y universal. Por "universal" se entiende el fin del voto censitario o restringido, que definía al elector por su renta, aunque se mantuvieron excluidos del derecho al voto los analfabetos, los militares, los religiosos sujetos a la obediencia eclesiástica y los mendigos. Además de eso, se reservó al Congreso Nacional la reglamentación del sistema para las elecciones de cargos políticos federales, y a las asambleas provinciales la reglamentación para las elecciones provinciales y municipales, lo que cambiaría solo a partir de la Constitución de 1934, con la creación de la Justicia Electoral. Quedó vigente el voto por distrito, con la elección de tres diputados para cada distrito electoral del país.
Se definió, también, la separación entre la iglesia y el Estado: las elecciones no ocurrirían más dentro de las iglesias, el gobierno no interferiría más en la elección de cargos del alto clero, como obispos, diáconos y cardenales, y se extinguió la definición de parroquia como unidad administrativa – que antiguamente podría equivaler tanto a un municipio como también a un distrito, villa, comarca o aún a un barrio (clientela). Además de eso, el País no asumió una religión oficial, que a la altura era la católica, y el monopolio de registros civiles pasó al Estado, siendo creados los cartórios para los registros de nacimiento, boda y muerte, así como los cementerios públicos, donde cualquier persona podría ser sepultada, independientemente de su credo. El Estado también asumió, de forma definitiva, las redes de la educación, instituyendo varias escuelas públicas de enseñanza fundamental e intermedia. Esa criba vendría a irritar a la Iglesia, aliada de última hora de los republicanos y que sólo se reconciliaria con el Gobierno durante el Estado Nuevo, así como ayudaría a incitar una serie de revueltas, como la Guerra de Canudos.
Por fin, se extinguían los foros de nobleza, así como la nobleza, no reconociéndose privilegio aristocrático alguno. Es correcto que algunos pocos, generalmente los más influyentes entre los republicanos, mantuvieron sus títulos nobiliarios y blasones (brasões), incluso en plena República, como el Barón de Río Branco, pero era más por respeto y cortesía. Hay que resaltarse que, por la nueva constitución, el brasileño que aceptara alguna titulación extranjera que contradijera los preceptos republicanos de la carta de 1891, sin autorización expresa del Congreso, perdería sus derechos políticos. También, las antiguas órdenes honoríficas imperiales que aún permanecían, la Imperial Orden del Crucero y de la Imperial Orden de Avis, fueron oficialmente extinguidas, siendo posteriormente sustituidas por las órdenes de la Cruz del Sur y del Mérito Militar – que mantuvieron muchas de las características de sus antecesoras. Esa continuidad simbólica también se hizo notar en la bandera nacional y en el himno, cuya música ya era considerada, de forma no oficial, el himno nacional desde el Segundo Reinado.
Visando fundamentar jurídicamente el nuevo régimen, la primera constitución republicana del país fue redactada a la semejanza de los principios fundamentales de la carta estadounidense, aunque los principios liberales y democráticos oriundos de aquella Carta hubieran sido en gran medida suprimidos. Esto ocurrió porque las presiones de las oligarquías latifundistas, por medio de sus representantes, ejercieron gran influencia en la redacción del texto de esta constitución, de ahí surgiendo el Federalismo, objetivo de los cafeteros paulistas para aumentar la descentralización del poder y fortalecer las oligarquías regionales, vaciando el poder central, especialmente el militar. La influencia paulista, en la época detentadora de 5/6 del PIB nacional, fue determinante, habiendo surgido allí el primer partido republicano, formado por la Convención de Itu. Posteriormente, se aliarían a los republicanos fluminenses y mineros, y a los militares.

## Principales puntos de la Carta

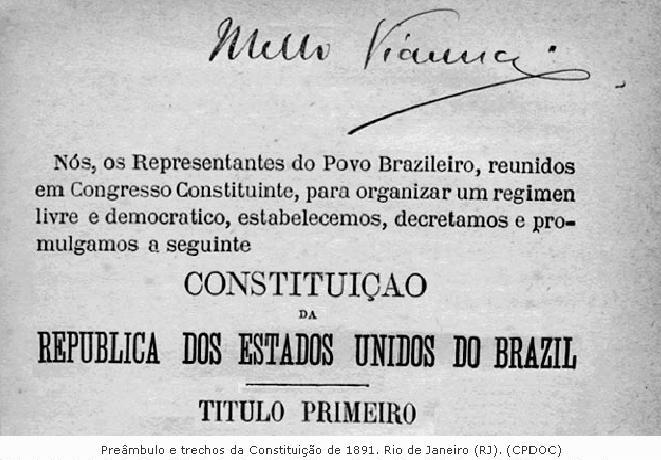
Preámbulo de la Constitución de 1891.

Los principales puntos de la Constitución fueron :
- Abolición de las instituciones monárquicas;
- Los senadores dejaron de tener cargo vitalicio;
- Sistema de gobierno presidencialista;
- El presidente de la República pasó a ser el jefe del Poder Ejecutivo;
- Las elecciones pasaron a ser por el voto directo, pero continuó siendo descubierto (no secreto);
- Los mandatos tenían duración de cuatro años para el presidente, nueve años para senadores y tres años para diputados federales;
- No habría reelección de Presidente y vicepresidente para el mandato inmediatamente siguiente, no habiendo impedimentos para un mandato posterior a ese;
- Los candidatos a voto efectivo serían elegidos por hombres mayores de 21 años, a excepción de analfabetos, mendigos de las plazas, soldados o religiosos sujetos al voto de obediencia.
- Al Congreso Nacional cabía el Poder Legislativo, compuesto por Senado y por la Cámara de Diputados;
- Las provincias pasaron a ser denominadas estados, con mayor autonomía dentro de la Federación;
- Los estados de la Federación pasaron a tener sus constituciones jerárquicamente organizadas en relación con la constitución federal;
- La Iglesia Católica fue desglosada del Estado Brasileño, dejando de ser la religión oficial del país.
- Se consagraba la libertad de asociación y de reunión sin armas.
- Se aseguraba a los acusados el más amplio derecho de defensa, se abolían las penas de galés, banimento judicial y de muerte.[3]
- Se instituía el hábeas corpus y las garantías para los jueces federales (vitalicidad, inamovilidad e irreductibilidad de los nombramientos).
- Se consagra un artículo especial (Art. 3°) por el que pasa a la Unión Federal la propiedad de un área de 14.400 km² destinada a la futura transferencia de la capital de Brasil para el Planalto Central de Brasil.[4][5]
- En cuanto a su clasificación, la Constitución fue: promulgada, rígida, codificada, escriturada y material.

## Firmas de los constituyentes
El mismo año de la promulgación, la prensa nacional publicó una histórica edición facsimilar de la copia del autógrafo de la Cámara de los Diputados, conteniendo las firmas de todos los miembro de la constituyente.

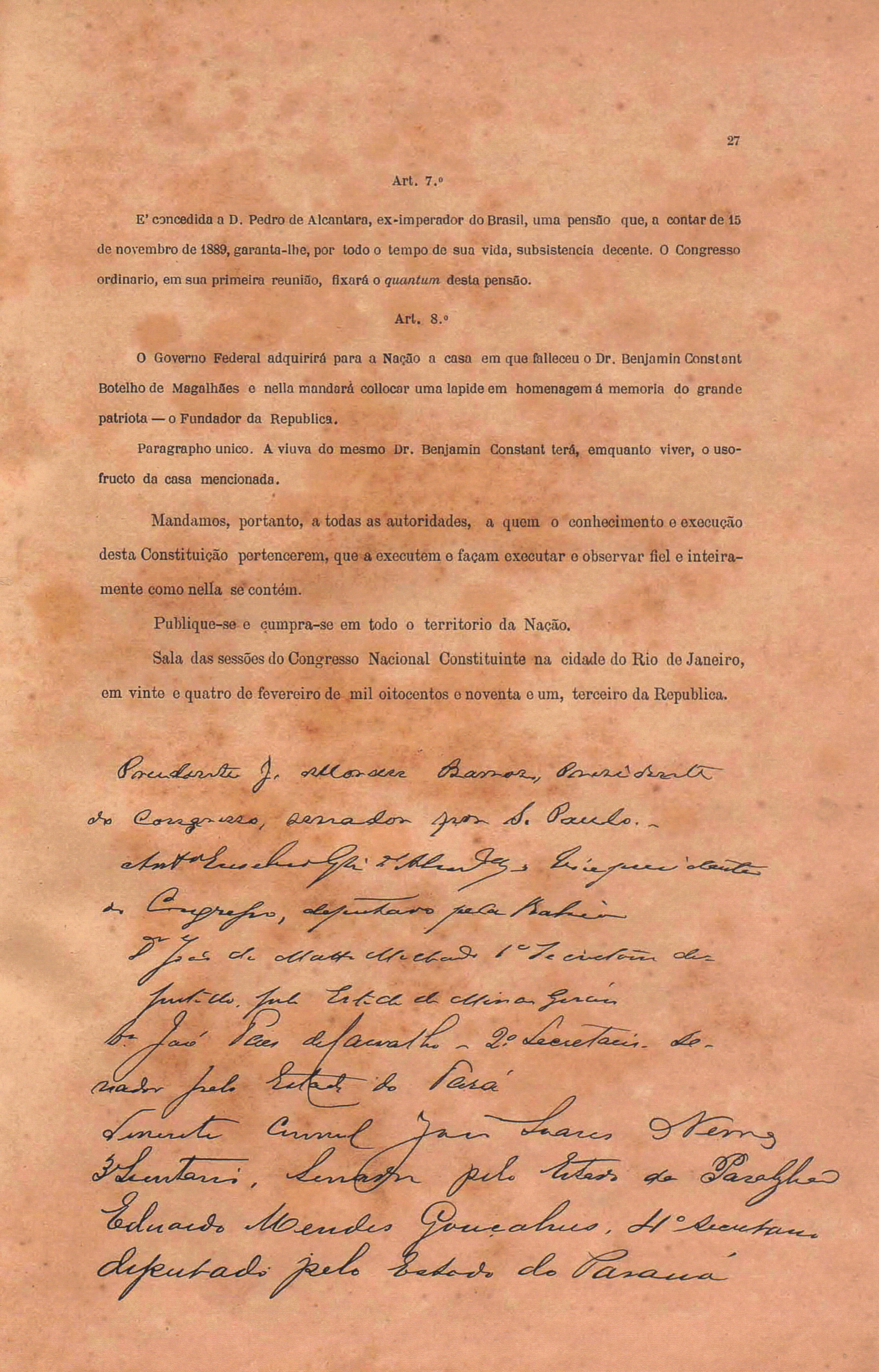
Primera página de las firmas de los constituyentes
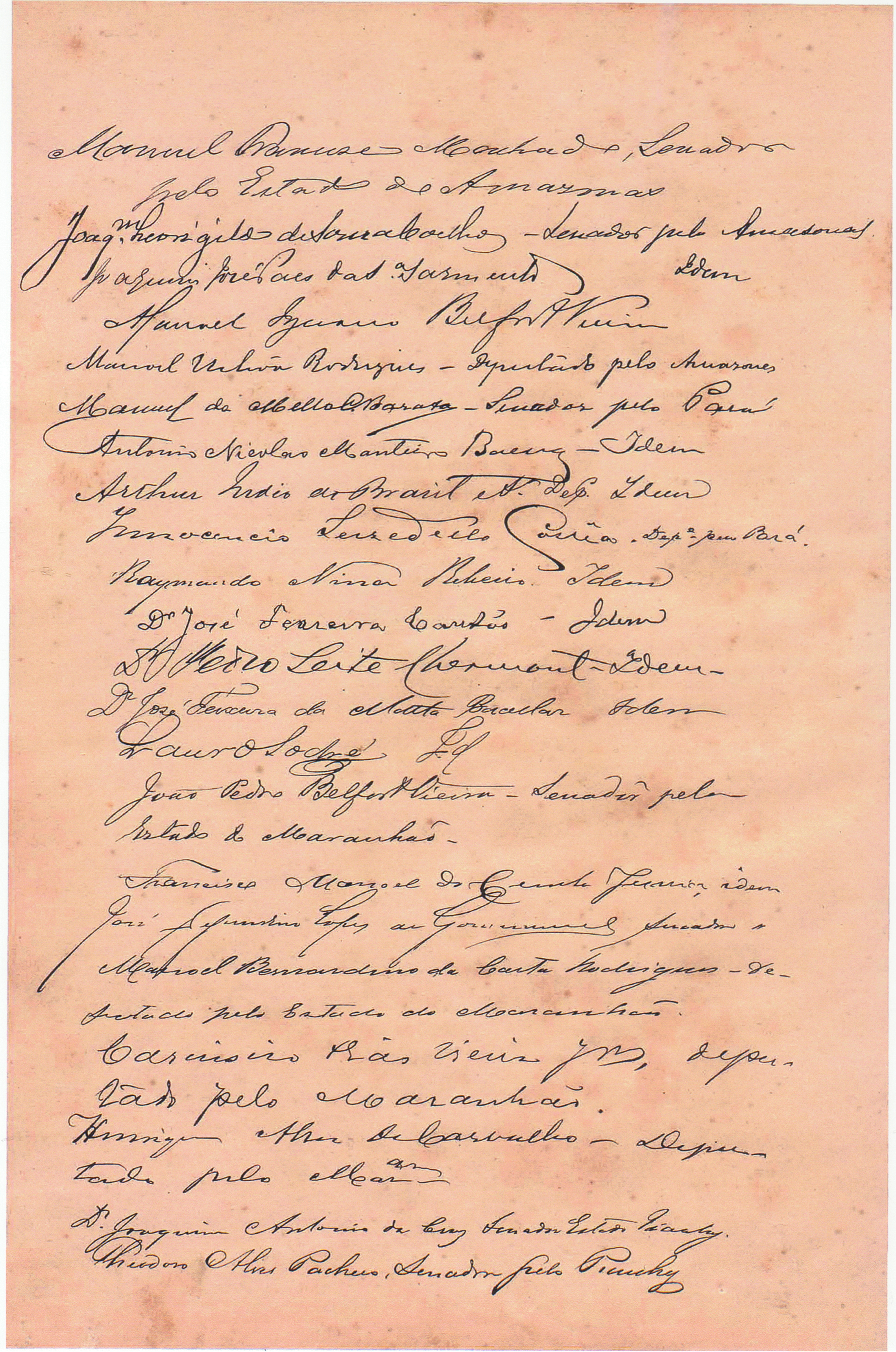
Página 2
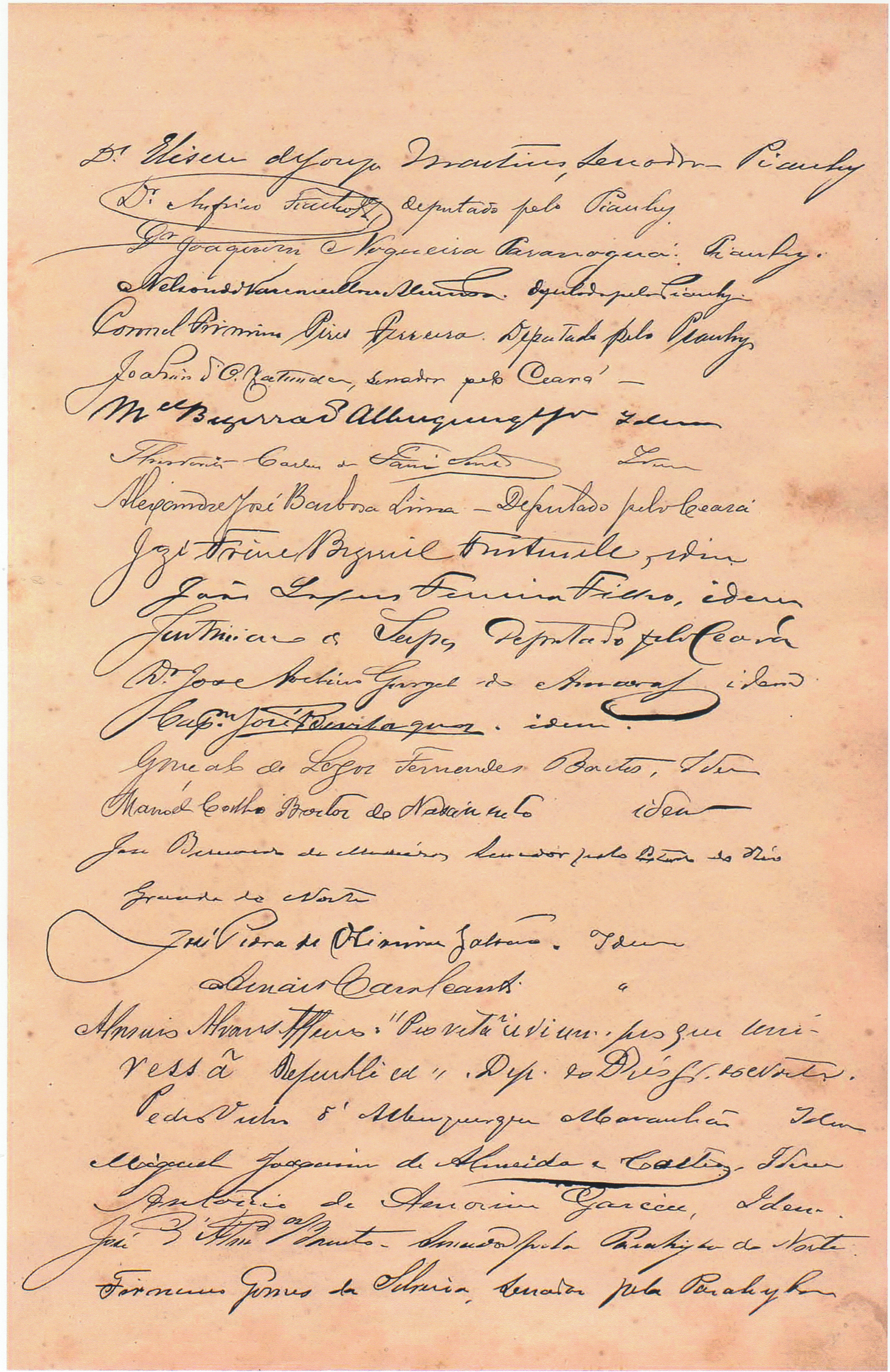
Página 3 de las firmas de los constituyentes.
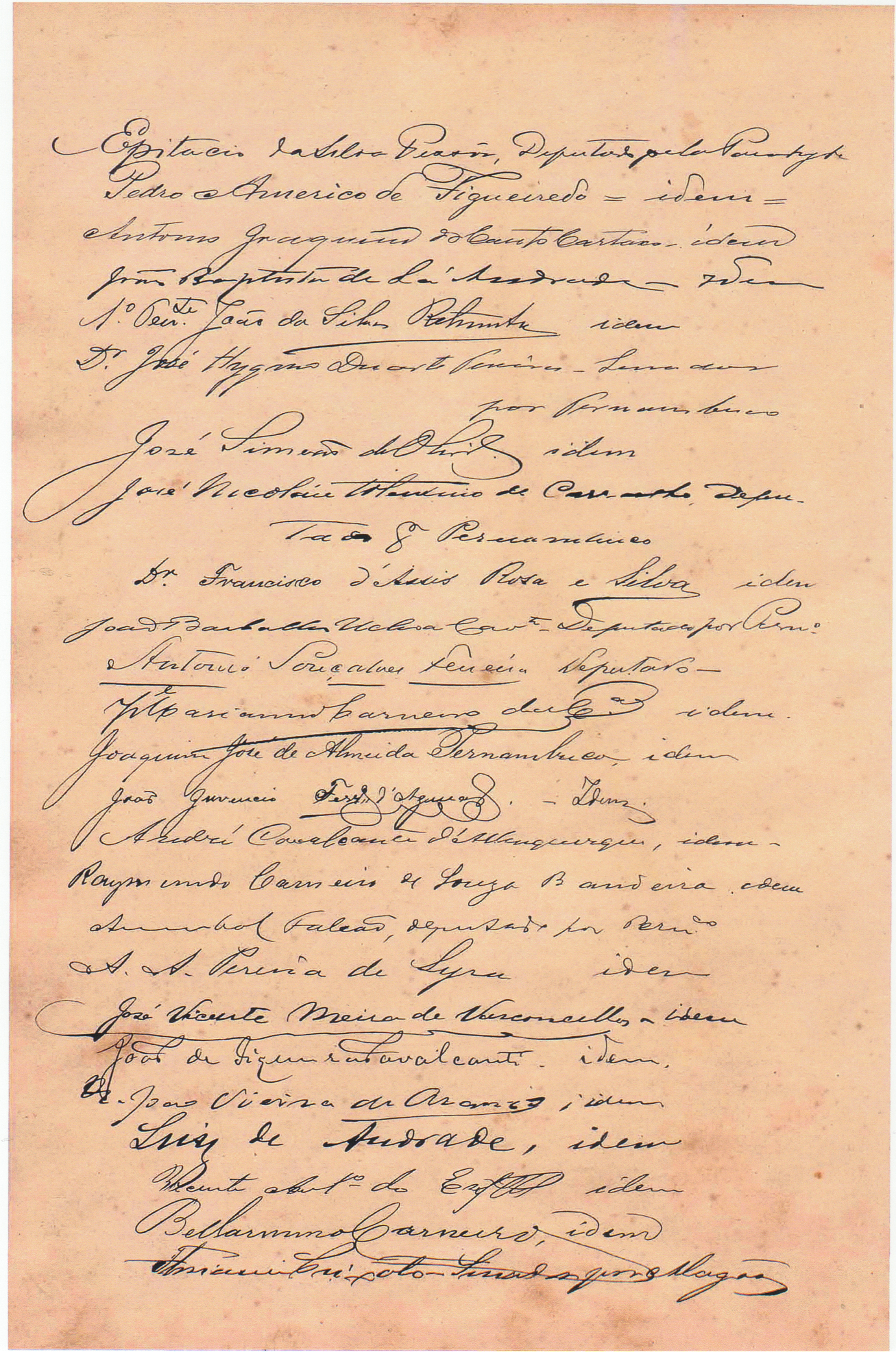
Página 4, iniciada con la firma de Epitácio Pessoa, entonces diputado por Paraíba
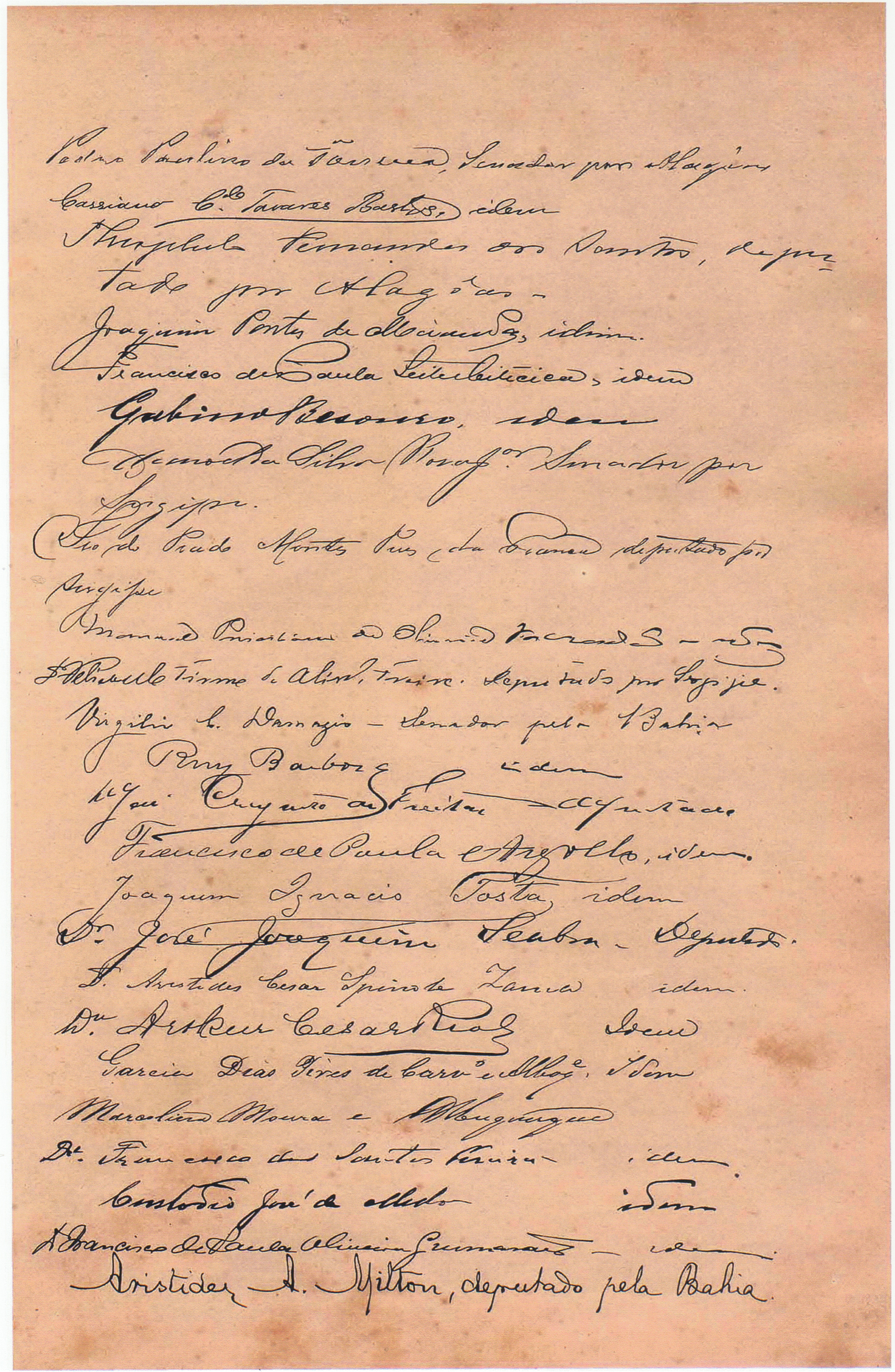
Página 5
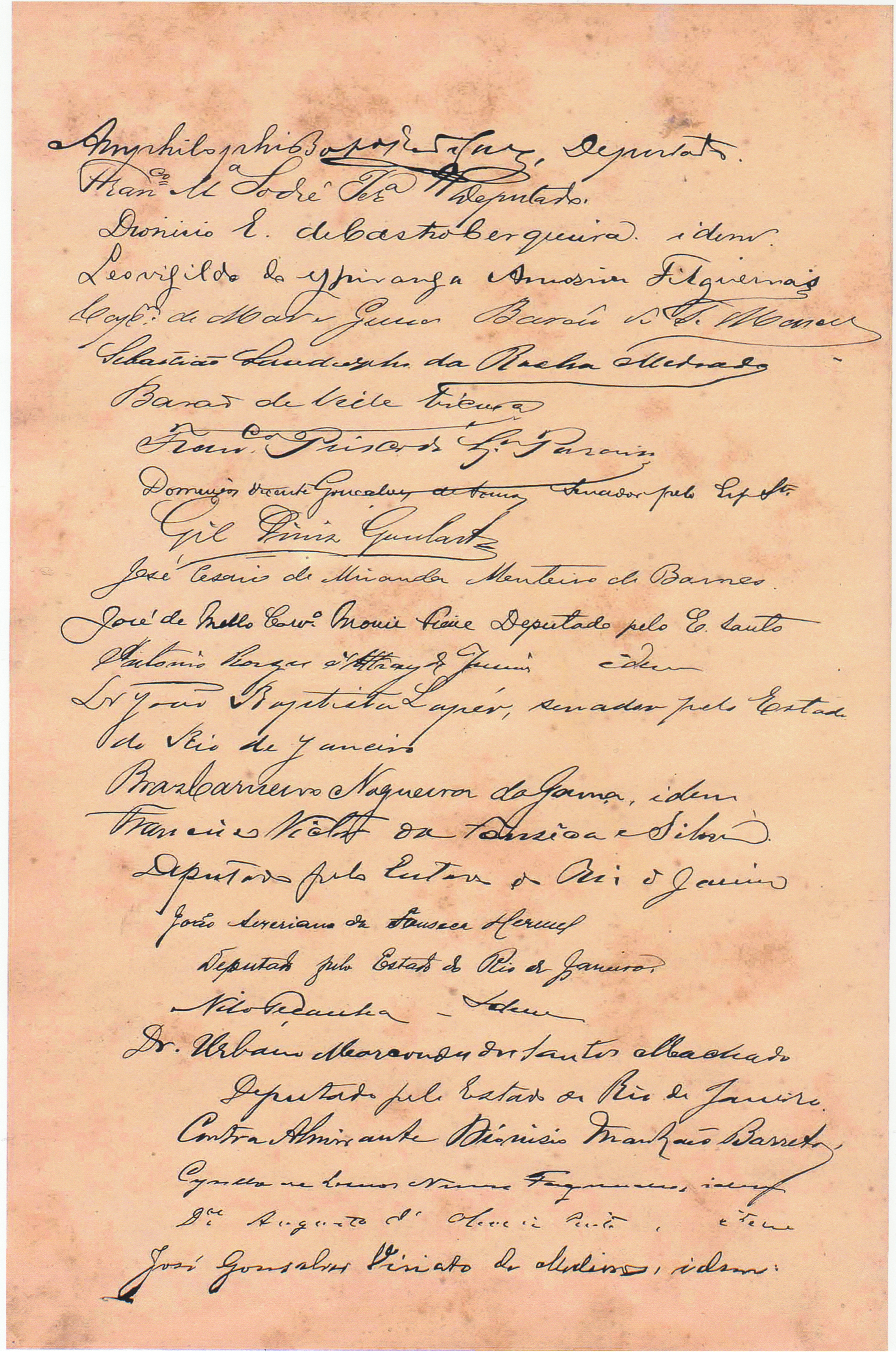
Página 6, donde también consta la firma de Nilo Peçanha, en la época, diputado por Río de Janeiro.
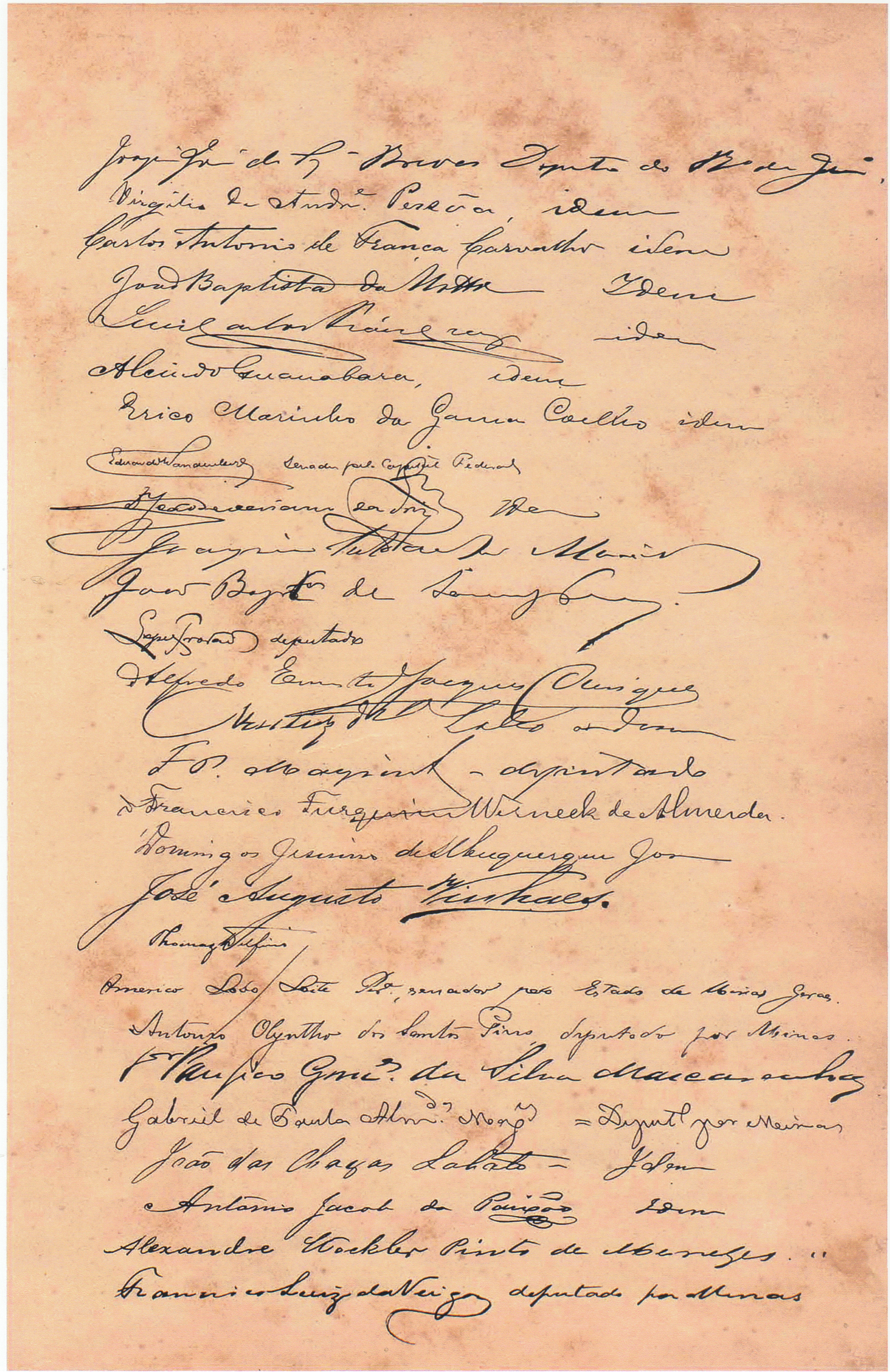
Página 7
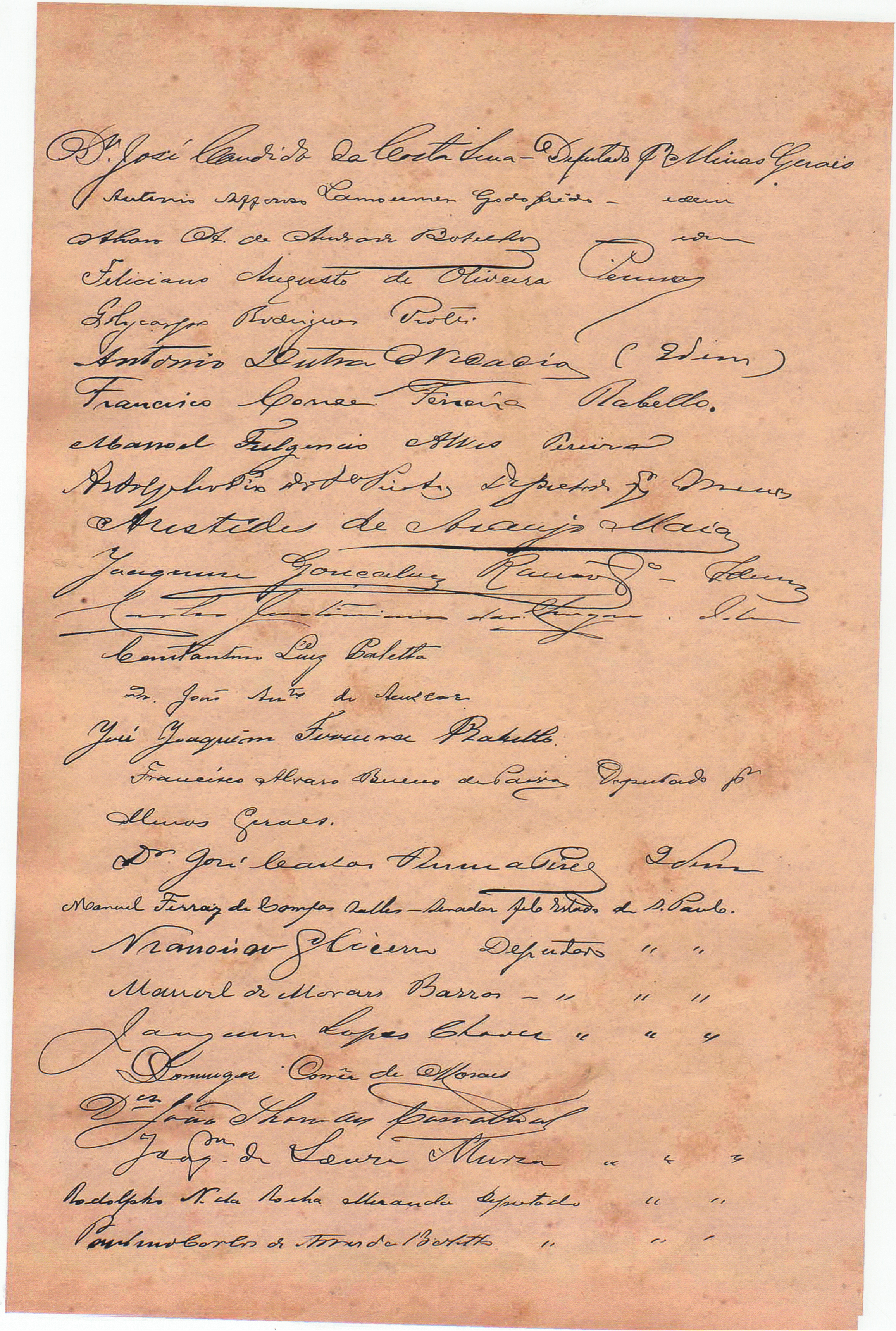
Página 8, una de las firma es de Campos Sales.
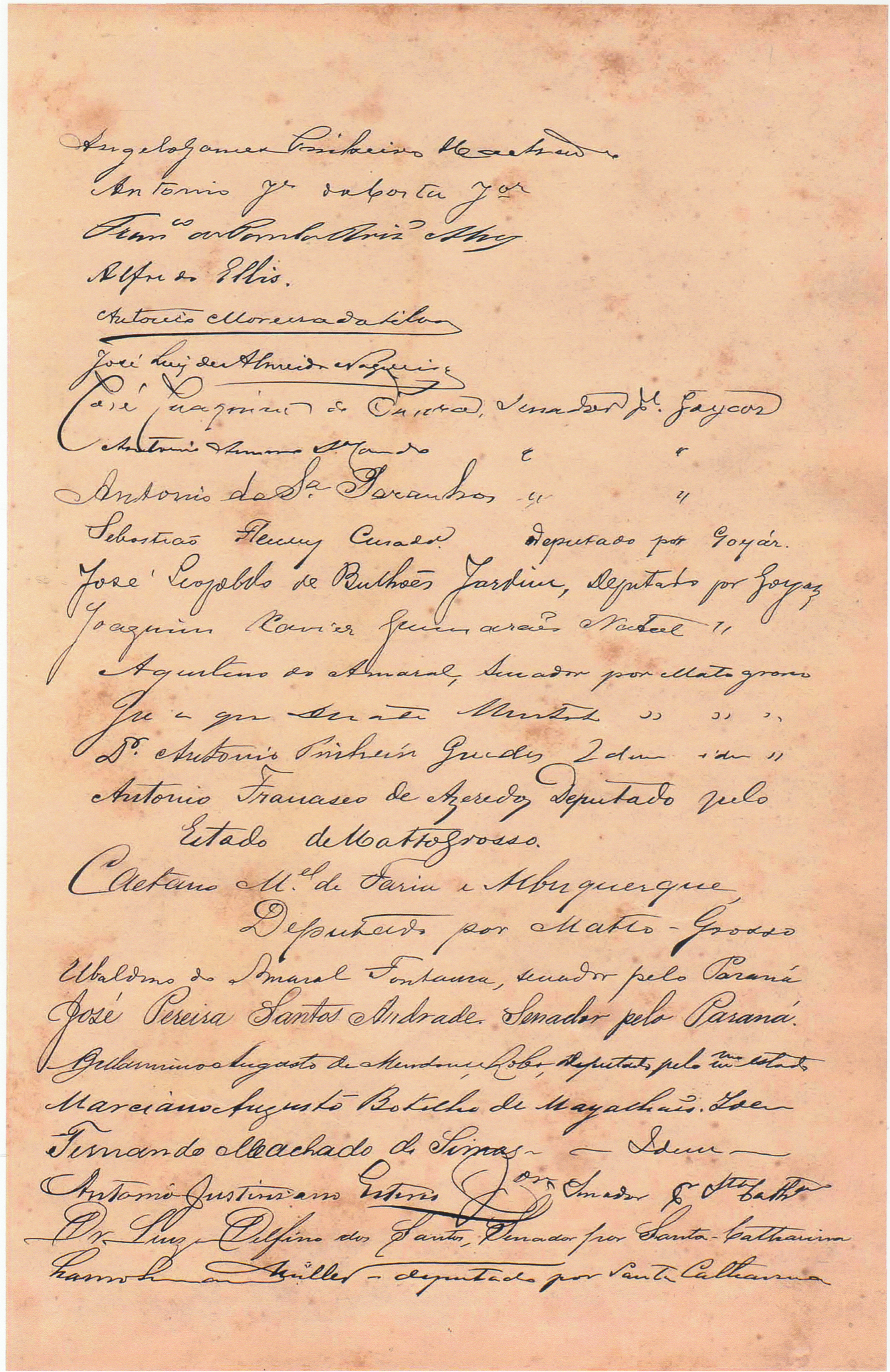
Página 9.
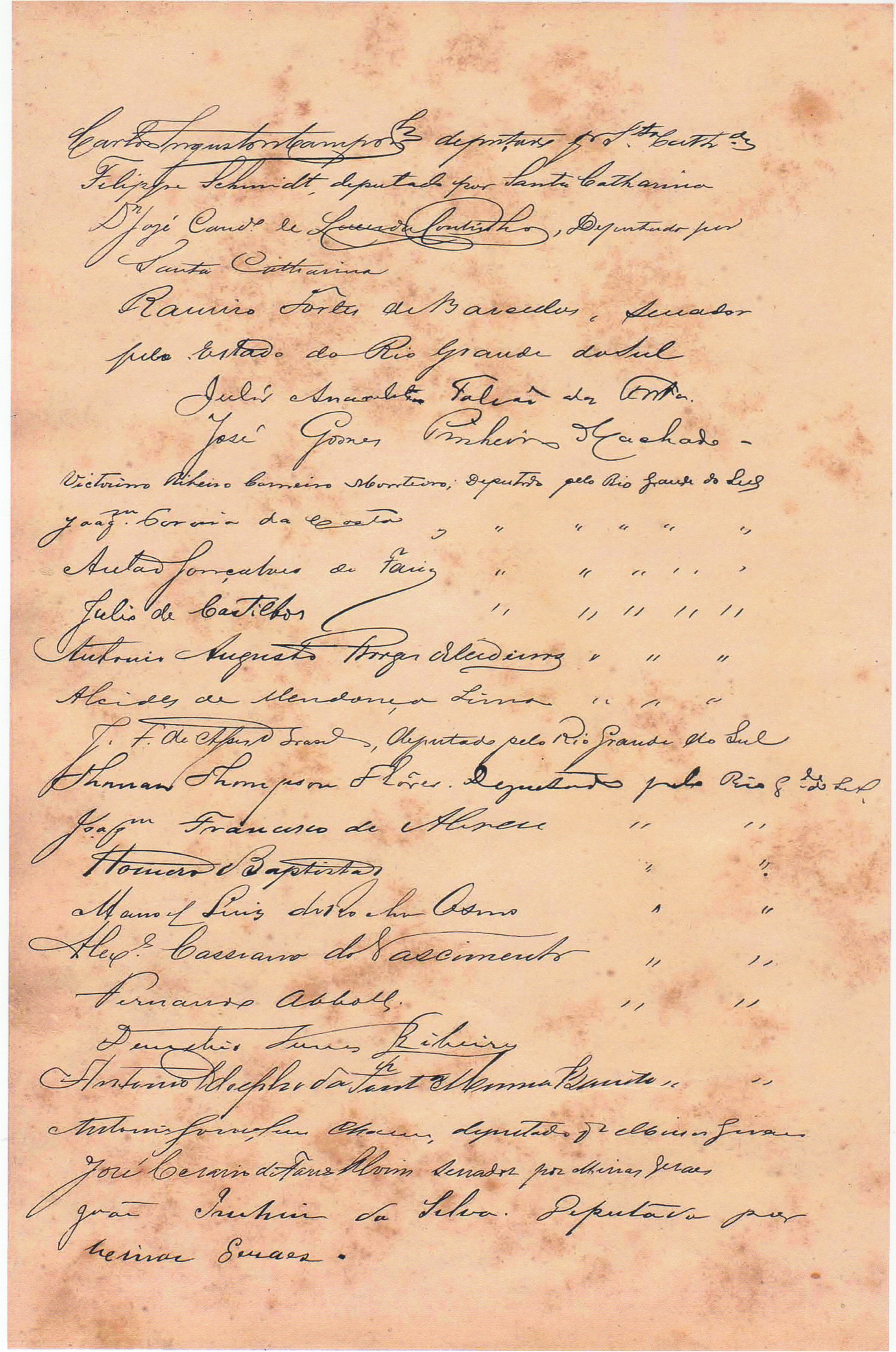
Página 10
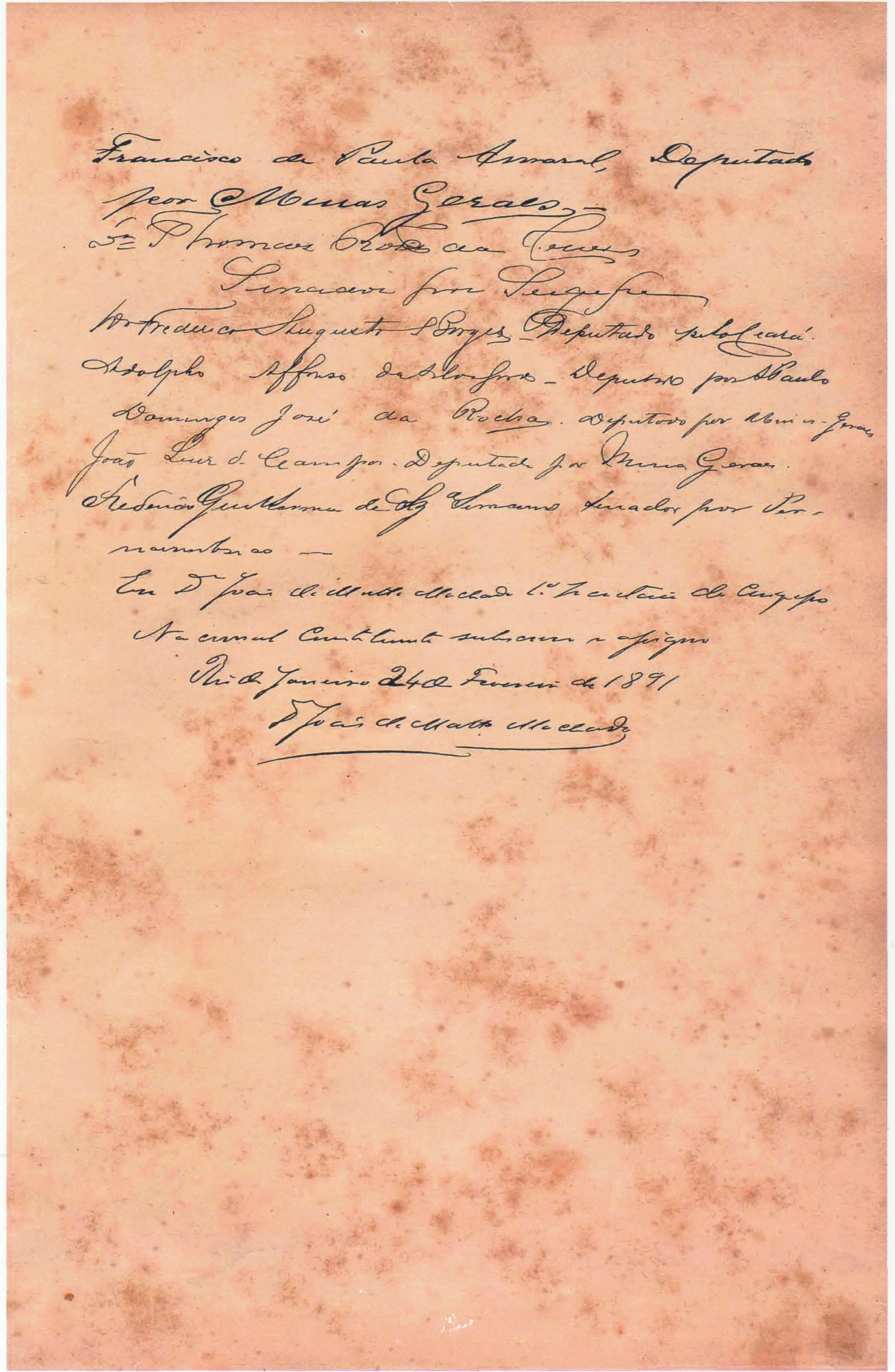
Página 11. La última página de las firmas.